# ひまわり (Regrips)
『ひまわり』は、2002年8月30日にRegripsから第2作目として発売されたアダルトゲームである。
2007年に同人サークル・ぶらんくのーとより発売された同名のアダルトゲーム『ひまわり』シリーズとは一切、無関係である。

## ストーリー
主人公の三宅直之は大学受験のため、東京で一人暮らしをしていた。直之は鉱山の閉山で過疎化の進む故郷「野標町」（やしべちょう）を嫌い、6年前に町を出て以来長らく帰省していなかったが、この夏は特に理由もなく勉強が行き詰まっての思い付きで、6年ぶりに帰省することにする。

## 登場人物
三宅直之（みやけ なおゆき）
声：なし
身長：166cm　体重：50kg　趣味：TVのワイドショー観賞、クロスワード雑誌
本編の主人公（名前は固定）。家族は林業に従事している父親と、札幌で一人暮らしをし、札幌流通産業大に学籍を置いている兄の2人。母親・秋江は主人公が中学生の頃に、肺癌によりこの世を去っている。
いい加減で楽観的な性格で、成績が悪くないにもかかわらず勉強嫌い。自分のことを後回しにして他人のことを考える面もある。人当たりはいいが、大切なことが言えないという一面も。コンプレックスは背が低いこと。野標町での思い出をほとんど忘れていた。
里中真理子（さとなか まりこ）
声：永瀬江美弥
身長：151cm　体重：40kg　趣味：植物の世話
直之の幼馴染で、「お兄ちゃん」と呼び慕っている。性格は利発で優しい。植物の世話が趣味で、学校では観葉部に所属。ひまわりを特に好んでおり、直之とよく遊びに行ったひまわり畑をしばしば訪れている。実家は農業に従事。家族構成は両親と弟である翔の4人。両親は彼女のことを溺愛している。野標町をとても愛している。直之が東京に行ったとき、そのことに内心ひどく傷ついた。そのため主人公の帰省をうれしく思っている。
綾瀬加奈子（あやせ かなこ）
声：小坂あきら
身長：148cm　体重：38kg　趣味：ファッション、ホラー映画鑑賞
真理子のクラスメイト。友人の絵里によれば、姉のさくらが帰ってくる前は津波のショックがひどく、誰とも口もきけないほどであったという。現在でもそのことから異常といえるほど内向的で控えめな性格で、ほとんど誰とも口をきかない。かつては明るい少女だったが、母親が姉を連れて蒸発した後に発生した知床沖大地震による津波で父親を失って以降は完全に心を閉ざしている。服装にはひそかながらもこだわりを持つ。綾瀬家は炭鉱の経営者という古い家柄だったが、野標炭鉱完全閉山以降没落してしまう。現在は使用人と2人で大きな屋敷に暮らしている。
綾瀬さくら（あやせ さくら）
声：海原エレナ
身長：152cm　その他は不明
加奈子の姉で明るい性格。強引でマイペースな面もあるが、基本的には他人への思いやりにあふれた優しい少女である。直之の初恋の相手であったが、直之が小学生の時に母親とともに蒸発。外見は直之が小学生の時に会った時のままであった。直之の兄と同じく札幌流通産業大に学籍を置いている。
葉山くるみ（はやま くるみ）
声：楠鈴音
身長：158cm　体重：46kg　趣味：音楽鑑賞
直之の後輩で東京では同じ予備校に通う明るく元気な少女。流行を追うため性格は軽そうに見えるが、本当はかなり大人びた面もある。主人公を根暗と思っているが、先輩として慕う。彼女も北海道出身だが、主人公やその兄と同じく田舎を毛嫌いしている。感情が先走る性格から、自分の気持ちを上手に相手に伝えられない面も。
里中翔（さとなか しょう）
声：桜井ひろ
身長：151cm　体重：43kg　趣味：模型飛行機のコレクション
真理子の弟。クラスに男子がいない上、両親は姉である真理子を溺愛しているため、とても孤独に感じていた。またこれが理由でかつては仲の良い姉弟だったにもかかわらず、姉と距離感を持つようになってしまった。主人公と小さいころによく遊んだことから、主人公の帰郷をとても嬉しく感じている。観葉部に所属。
弓長絵里（ゆみなが えり）
声：児玉さとみ
サブキャラクター。直之、真理子の共通の友人。真理子と同学年で真理子と同じく雨戸学園観葉部に所属。知床沖大地震で両親を失う。

## スタッフ
- シナリオ：伊藤弘司
- 原画：都月りこ
- 音楽：ソルシエールサウンドデザイン

## 主題歌
「ひまわり」
作詞：河村好乃 / 作曲：藤原もりじ / 歌：南響理子
劇中のBGMは ひまわり　のアレンジ曲が多い。
曲の評価は高いがサウンドトラックは未発売である。
残念ながらフルコーラスは存在しない。
南響理子はスクールデイズシリーズのOPを歌っていたKIRIKO/HIKO Soundである。

## 余談
- 当作品の舞台である野付郡や標津郡に実在した標津線は1989年4月30日に廃止されたが、その代替バスに関しても厚床駅 - 中標津バスターミナル及び標茶駅 - 西春別の廃止が予定されている。[1]
- 舞台は野付郡や標津郡ではあるがモデルとした地域はそれに限らず、美瑛町や栗原電鉄なども存在した。なお、くりはら田園鉄道線は発売当時存廃問題が浮上しており、その後2006年をもって廃線となっている。
- 北海道における地震とそれに伴う津波による大規模な被害としては当作品発売の8年前の1993年に発生した北海道南西沖地震がある。